# 51. Филмски сусрети у Нишу
51. Филмски сусрети одржани су у периоду од 20. августа до 26. августа 2016. године на летњој позорници у Нишкој тврђави.
Директорка Фестивала је била Бојана Симовић а уметнички директор Владан Живковић.

## Жири
Чланови жирија
| Састав жирија      |                   |                   |
| председница жирија | Слобода Мићаловић | Слобода Мићаловић |
| чланови жирија     | Калина Ковачевић  | Танасије Узуновић |

## Програм
Филмови који су били приказани на фестивалу су: Дневник машиновође, Споразум, С оне стране, Добра жена, Браћа по бабине линије, Смрдљива бајка, Отаџбина, Споразум, Процеп, Поред мене, Влажност, Инкарнација, Игра у тами, Раднички је наша љубав.

## Награде
Награду Царица Теодора за најбољу женску улогу добила је Јелена Ђокић за улогу Еме у филму Смрдљива бајка. Награду Цар Константин добио је Лазар Ристовски за улогу Жарка у филму С оне стране. Добитник награде Гран при је Жарко Лаушевић.

## Буџет
Град Ниш је издвојио 15 милиона а Министарство културе три милиона и триста хиљада динара за организацију овог фестивала.